# Montréal complètement cirque
 (janvier 2015).

Logo

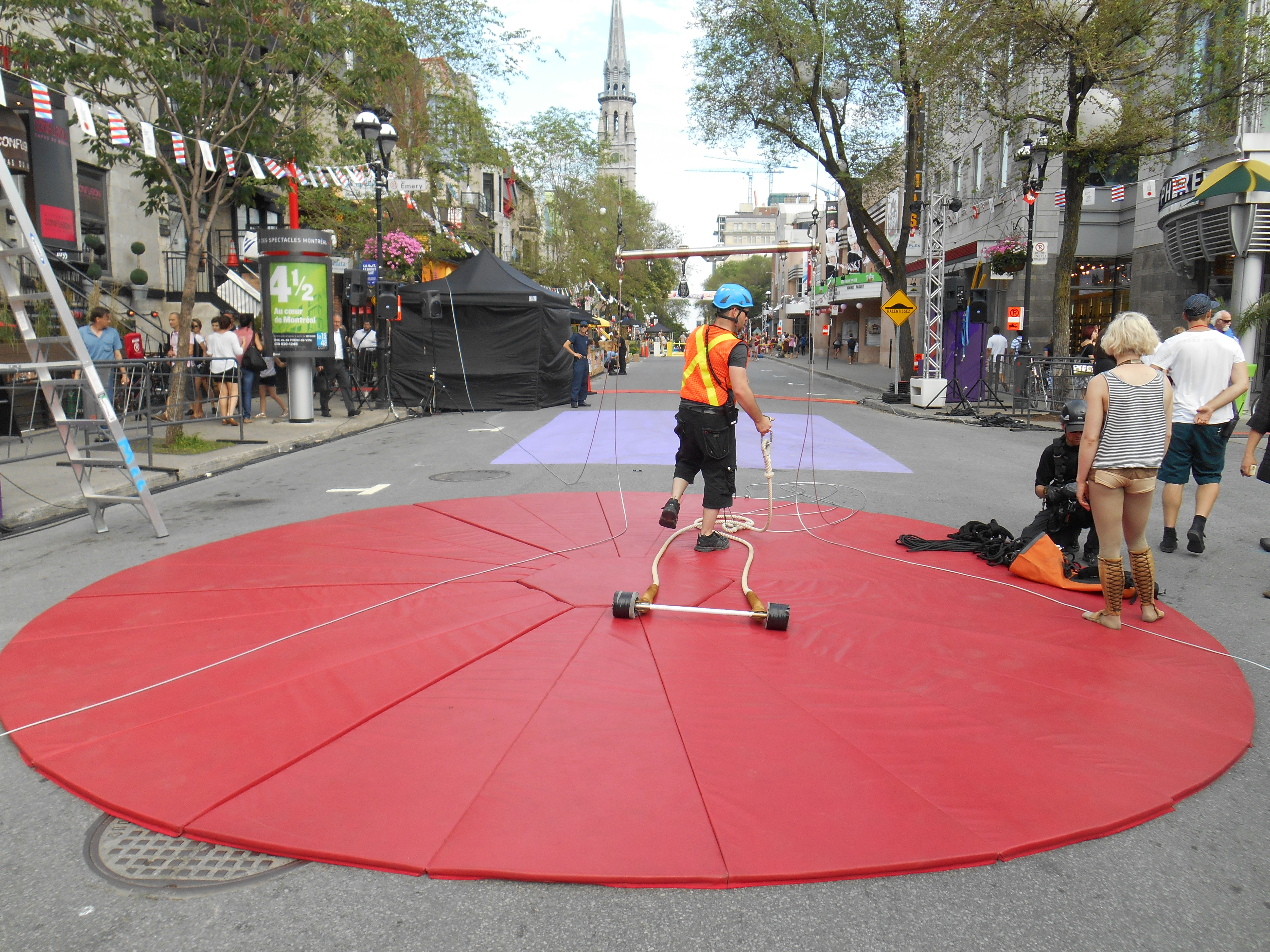
Installation, Saint-Denis

Montréal Complètement Cirque est un festival international des arts du Cirque qui a lieu à Montréal annuellement en juillet.
La Tohu, le Cirque Éloize, les 7 doigts de la main, le Cirque du Soleil, l'École nationale de cirque et En Piste se regroupent pour donner naissance au premier festival des arts du cirque à Montréal

## Programmation

### Première édition: 8 au 25 juillet 2010
Le Cirque Éloize a ouvert la première édition du Festival Montréal complètement cirque avec son nouveau spectacle ID. 
En 2010, les spectacles sont principalement présentés en salle, dont l'Olympia, Le Lion d'Or, la Tohu, l'Usine C, et l'Espace Go, au Vieux-Port de Montréal et à la salle Pauline-Julien de Sainte-Geneviève). En plus du spectacle inaugural du Cirque Éloize, on y retrouve entre autres Les 7 doigts de la main dans une formule cabaret, No Fit State Circus et le Cirque du Soleil.

### Deuxième édition: 7 au 24 juillet 2011

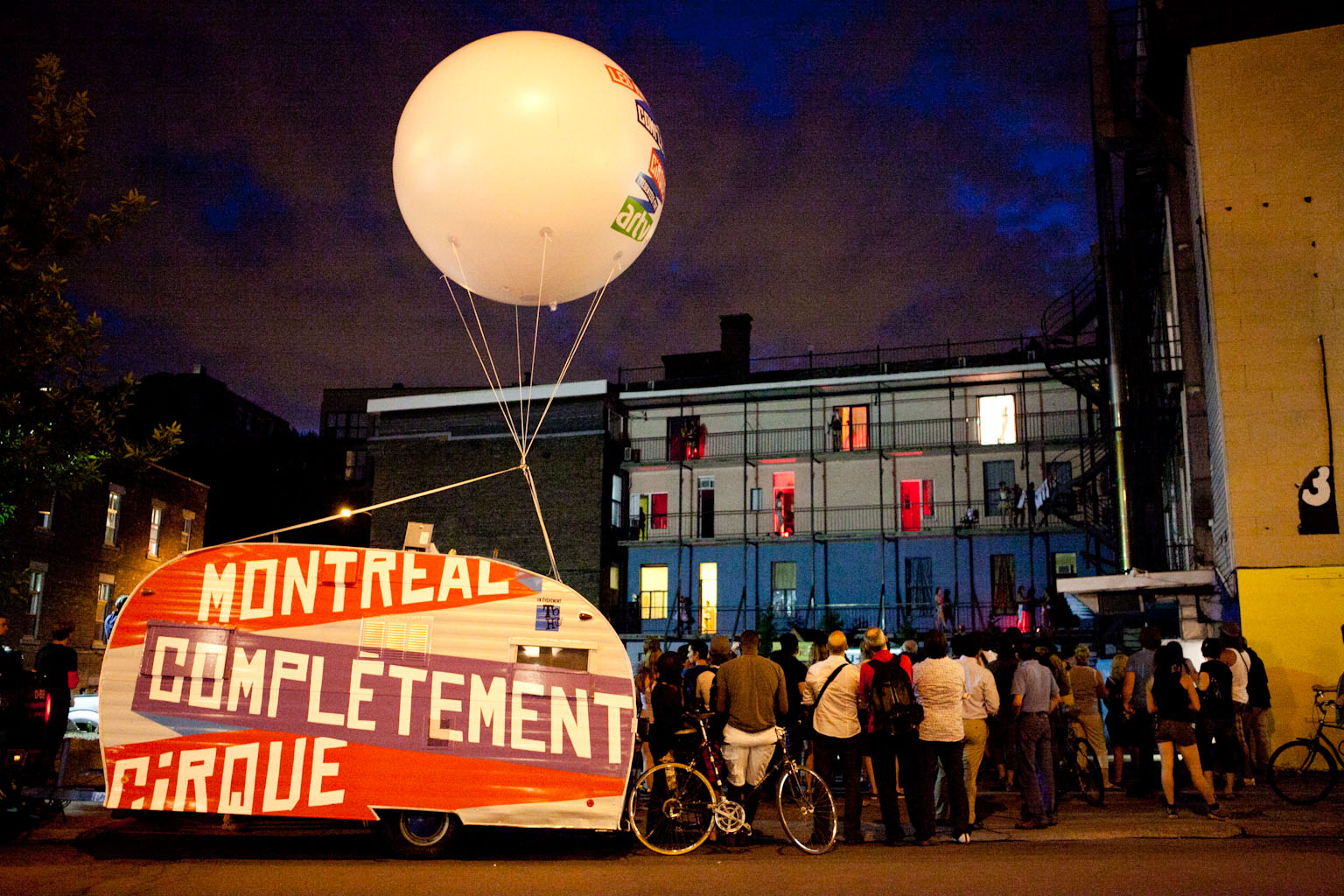
Les minutes - Édition 2011

La compagnie australienne Circa ouvre la deuxième édition du Festival Montréal Complètement Cirque avec Wunderkammer. Les 7 doigts de la main présentent aussi Patinoire, tout premier « one-man show » de la troupe ainsi que Le Cabaret 2011. À noter la troupe Tom Tom Crew a installé leur chapiteau le temps de douze représentations devant Radio-Canada, Cirque Alfonse avec son deuxième spectacle Timber!
Cette année, le festival offre 17 spectacles, plus de 80 représentations par 300 artistes dans des salles comme l'Olympia, Le Lion d'Or, la Tohu, l'Espace Go, le Théâtre Outremont et le Vieux-Port de Montréal. 

### Troisième édition: 5 au 15 juillet 2012

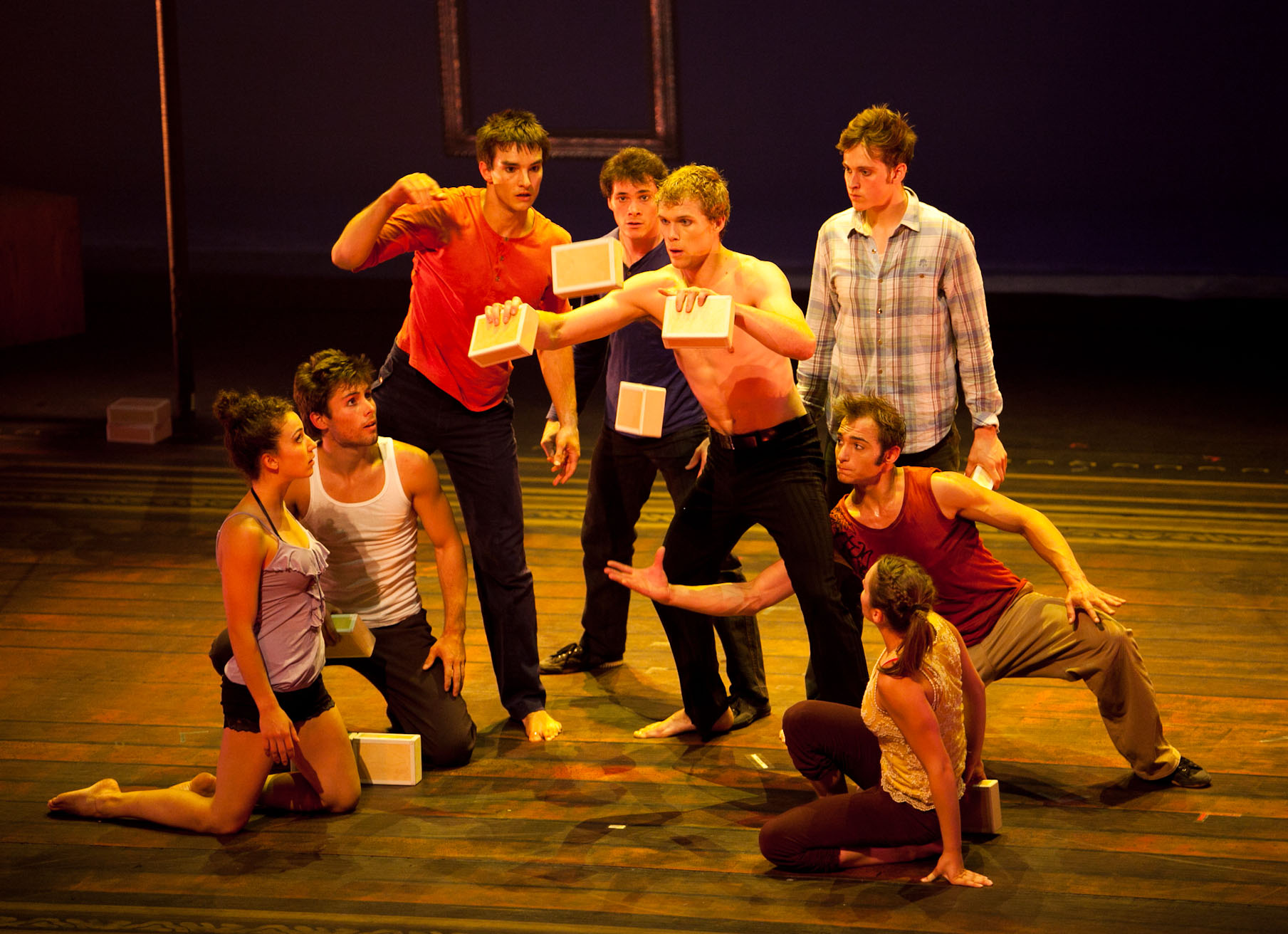
Séquence 8 - Édition 2012

En 2012, ce sont Les 7 doigts de la main qui ouvrent le festival avec leur nouveau spectacle Séquence 8. 
En tout, l’événement compte 15 spectacles en salle, 90 événements extérieurs, 70 000 festivaliers[réf. souhaitée].

### Quatrième édition: 3 au 14 juillet 2013

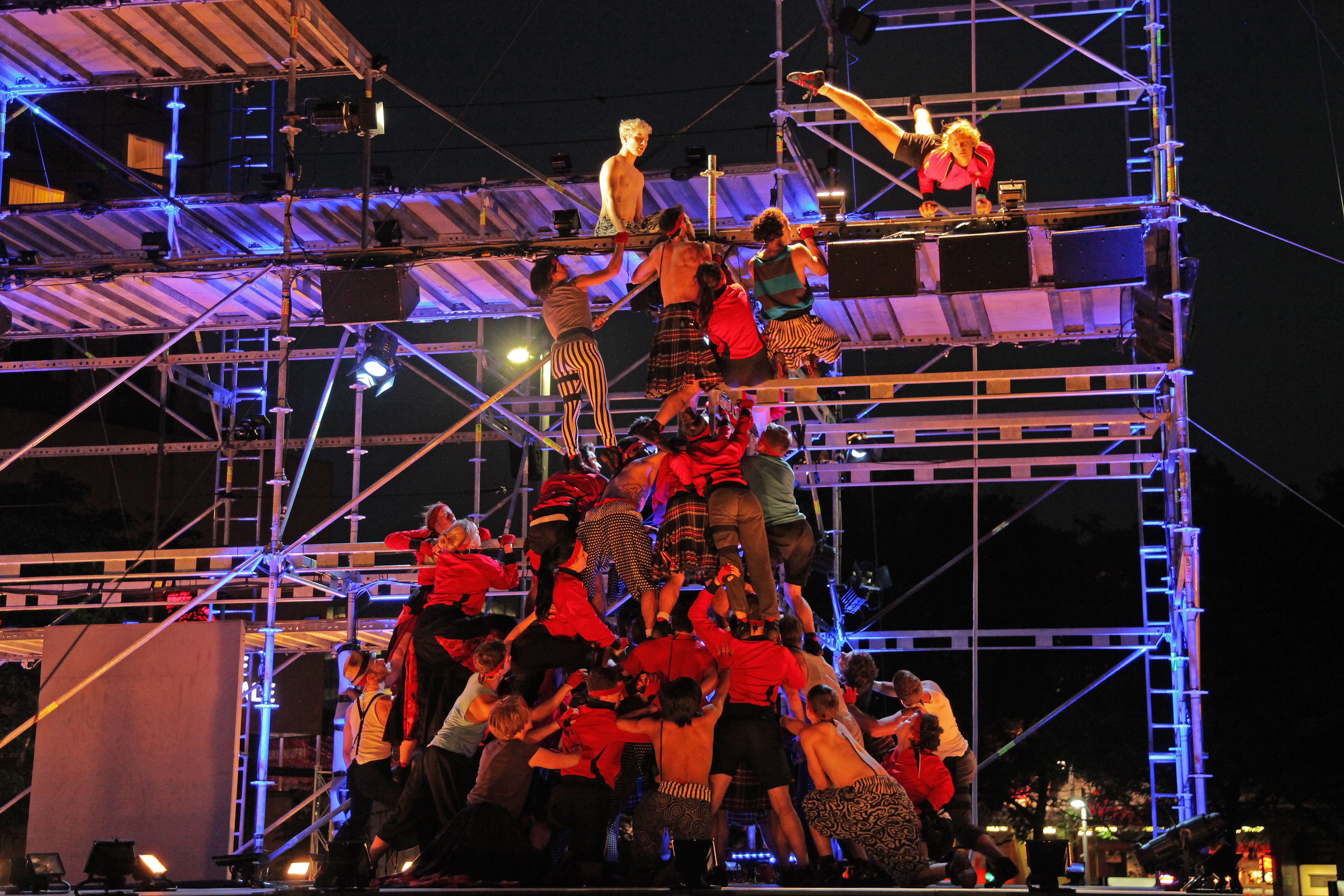
Babel - Édition 2013

C'est le Music-Hall de la Baronne qui ouvre la quatrième édition du festival, création du Cirque Éloize pour souligner ses 20 ans. Quatre autres créations mettent le cirque québécois à l'honneur: Attrape-moi de Flip Fabrique, première création de cette jeune troupe; Croisé de Cirque Céans, au carrefour entre cirque et danse contemporaine ; Ironworkers Local 777 de Fabrique Métamorphosis, présenté dans la SATosphère de la Société des arts technologiques en grande première et finalement Le Voyage d'hiver de la compagnie Nord Nord Est[réf. souhaitée]. 
Le festival présente quatorze spectacles en salles, 90 événements extérieurs à plus de 120 000 festivaliers[réf. souhaitée]. La fermeture de la rue Saint-Denis l'espace d'une fin de semaine a transformé le quartier en cirque à ciel ouvert[réf. souhaitée].

### Cinquième édition: 2 au 13 juillet 2014
La compagnie Les 7 doigts de la main présente une nouvelle création, Intersection. À ce show d'ouverture s'ajoutent, Barbu foire électro-trad, le cabaret déjanté du Cirque Alfonse, A simple Space de la troupe australienne Gravity and Other Myths,. La France est d'ailleurs à l'honneur dans cette cinquième édition avec trois autres spectacles en plus d'Acrobates : Six pieds sur terre de la compagnie Lapsuset, Le soir des monstres et Île O' de la troupe Barolosolo[réf. souhaitée].
Pour cette cinquième édition, l’événement compte 12 spectacles en salle, 99 événements extérieurs et plus de 185 000 festivaliers[source insuffisante].

### Sixième édition: 2 au 12 juillet 2015
Au terme de ces onze jours, plus de 235 000 festivaliers participent à l’événement[source insuffisante].

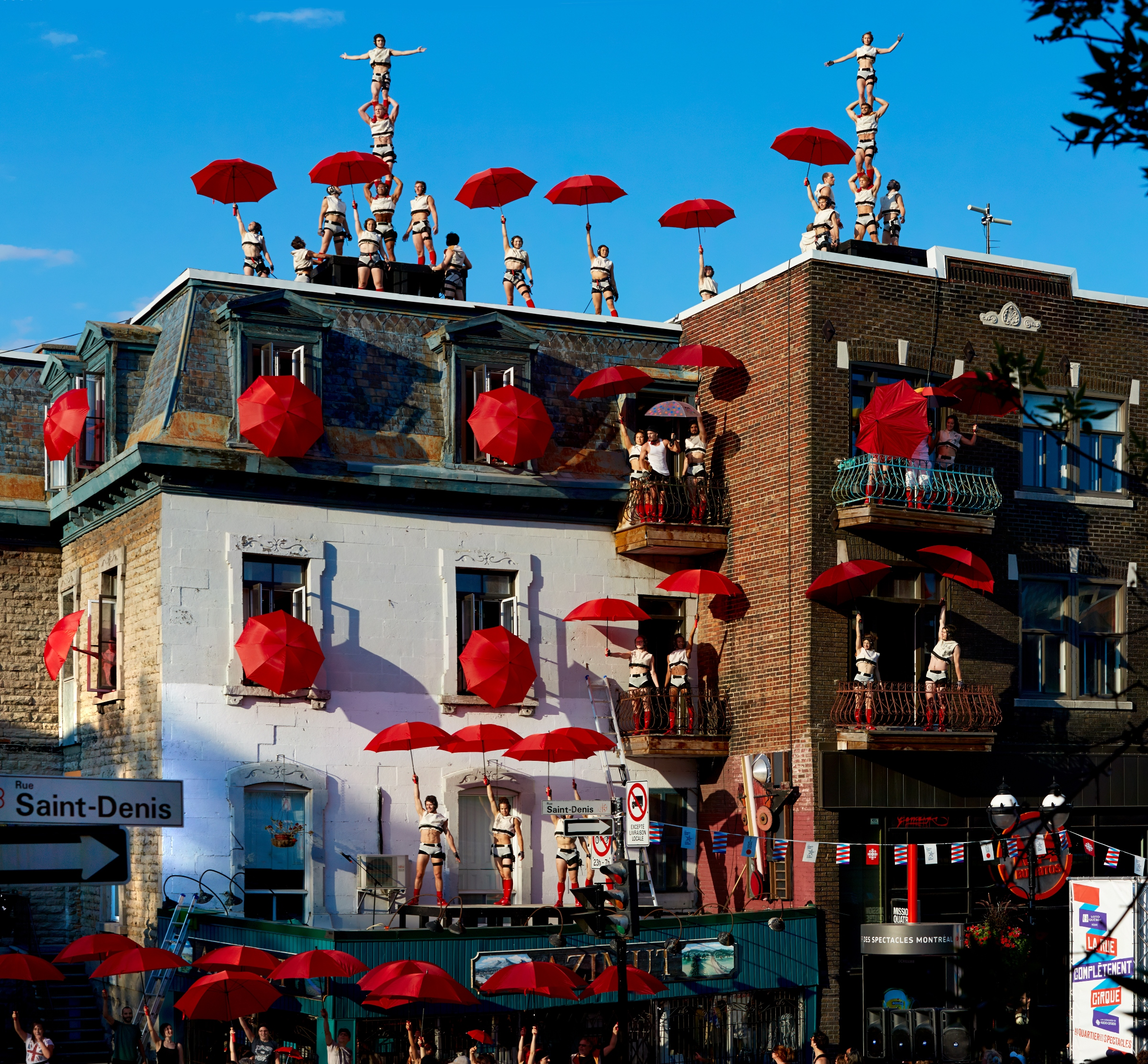
Les Minutes Complètement Cirque - édition 2015

### Septième édition: 7 au 17 juillet 2016
La septième édition, ce fut 9 spectacle en salle, 294 000 festivaliers, (25% d’augmentation par rapport à l’année précédente), 240 professionnels de partout dans le monde, dont 65 acheteurs de spectacles au MICC[source insuffisante].